# کوپیک (کالیفرنیا)
کوپیک (به انگلیسی: Copic) یک منطقهٔ مسکونی در ایالات متحده آمریکا است که در شهرستان مودوک، کالیفرنیا واقع شده‌است. کوپیک ۱٬۲۳۱ متر بالاتر از سطح دریا واقع شده‌است.